# Glenn D'Hollander
Glenn D'Hollander (Sint-Niklaas, 28 december 1974) is een voormalig Belgisch wielrenner.
D'Hollander was in de jeugdreeksen vaak de evenknie van Frank Vandenbroucke en zijn debuut bij de profs liet dan ook niet lang op zich wachten. Glenn begon zijn profloopbaan op 21-jarige leeftijd bij Vlaanderen 2002-Eddy Merckx, waarvoor hij vier seizoenen zou uitkomen. Dankzij enkele ritoverwinningen in de Ronde van het Waalse Gewest, de Ronde van Oostenrijk en het Circuito Montañés mocht D'Hollander in 2000 de overstap maken naar Lotto - Adecco. In het shirt van deze ploeg won hij onder andere het eindklassement van de Ronde van het Waalse Gewest en een rit in de Ster van Bessèges. Na omzwervingen bij Landbouwkrediet - Colnago en Chocolade Jacques zag het ernaar uit dat D'Hollander eind 2007 zijn fiets aan de haak ging hangen. Hij kreeg echter de mogelijkheid om terug te keren naar Silence - Lotto, waar hij op het einde van seizoen 2010 stopte als profrenner.

## Belangrijkste resultaten
1992
- Belgisch kampioenschap tijdrijden, op de weg, Junioren

1995
- 1e - etappe 8 Ronde van het Waalse Gewest
- 1e - GP Bodson

1996
- 1e - Schaal Sels
- 1e - etappe 10 Ronde van Oostenrijk
- 3e - Ronde van de Toekomst
- 4e - eindklassement Ronde van Oostenrijk
- 6e - Ronde van Beieren
- 10e - GP van Isbergues

1997
- 1e - etappe 6 Ronde van het Waalse Gewest
- 5e - eindklassement Ronde van het Waalse Gewest
- 9e - Belgisch kampioenschap wielrennen

1998
- 1e - Eurode omloop

1999
- 1e - etappe 1 Circuito Montañés
- 2e - eindklassement Circuito Montañés

2000
- 4e - Belgisch kampioenschap tijdrijden

2001
- 1e - etappe 1 Uniqa Classic
- 1e - etappe 3 Ronde van het Waalse Gewest
- 1e - Eindklassement Ronde van het Waalse Gewest
- 3e - Belgisch kampioenschap tijdrijden
- 5e - GP Jef Scherens
- 5e - GP Fourmies
- 9e - Tour Down Under
- Ronde van het Waalse Gewest

2002
- 1e - etappe 3 Ster van Bessèges
- 5e - Belgisch kampioenschap tijdrijden
- 10e - Memorial Rik Van Steenbergen

2005
- 4e - Omloop van het Waasland

2006
- 10e - Tour Down Under

2007
- 4e - GP La Marseillaise

## Resultaten in voornaamste wedstrijden
| Jaar | Ronde van Italië | Ronde van Frankrijk | Ronde van Spanje |
| ---- | ---------------- | ------------------- | ---------------- |
| 1996 |                  |                     |                  |
| 1997 |                  |                     |                  |
| 1998 |                  |                     |                  |
| 1999 |                  |                     |                  |
| 2000 |                  |                     |                  |
| 2001 | opgave           |                     |                  |
| 2002 |                  |                     |                  |
| 2003 |                  |                     |                  |
| 2004 |                  |                     |                  |
| 2005 |                  |                     |                  |
| 2006 |                  |                     |                  |
| 2007 |                  |                     |                  |
| 2008 |                  |                     |                  |
| 2009 |                  |                     |                  |
| 2010 |                  |                     |                  |

| Jaar | Ronde van Vlaanderen | Parijs-Roubaix | Amstel Gold Race | Luik-Bast.‑Luik | Waalse Pijl | Parijs-Tours |
| ---- | -------------------- | -------------- | ---------------- | --------------- | ----------- | ------------ |
| 1996 |                      |                |                  |                 |             | 105e         |
| 1997 |                      |                |                  |                 |             |              |
| 1998 |                      |                |                  |                 | 78e         |              |
| 1999 |                      |                |                  |                 | 45e         |              |
| 2000 |                      |                |                  | opgave          |             |              |
| 2001 |                      | opgave         | opgave           | 98e             | 91e         | 136e         |
| 2002 | 94e                  | opgave         |                  |                 |             | 122e         |
| 2003 | opgave               |                | opgave           |                 |             |              |
| 2004 |                      |                |                  | opgave          |             |              |
| 2005 | opgave               | opgave         |                  |                 |             |              |
| 2006 |                      | opgave         |                  |                 |             |              |
| 2007 | opgave               | opgave         | opgave           |                 |             |              |
| 2008 |                      |                |                  |                 |             | 131e         |
| 2009 |                      | opgave         |                  |                 |             |              |
| 2010 |                      | opgave         |                  |                 |             |              |